# Calow
Der Calow war ein polnisches Maß mit doppelter Bedeutung. Einmal war es ein Längenmaß und entsprach dem Zoll, das andere Mal war es ein Flächenmaß. Das Maß galt in Polen und im Freistaat Krakau. In Polen wurden dieses Maß durch ein Gesetz vom 15. Juni 1818 festgelegt. Die Gültigkeit kann bis zum Einführen russischer Maße am 1. Mai 1849 angenommen werden. Bereits am 11. Oktober 1835 und am 6. Juli 1844 legte ein Ukas diese Einführung auf den 1. Januar 1845 fest.

## Längenmaß
Beim Längenmaß war die Maßkette
- 1 Sazen/Klafter = 3 Lokei/Ellen = 6 Stop(a)/Fuß = 72 Calow/Zoll = 864 Linii/Linien = 1728 Millimetrow/Millimeter
- allgemein 1 Calow = 1/12 Stopa/Fuß = 1/24 Lokic/Elle
- allgemein 1 Calow = 12 Linii = 24 Millimetrow/Millimeter
- Warschau 1 Calow = 10 4/5 Pariser Linien = 0,0243 Meter
- Freistaat Krakau 1 Calow = 12 1/6 Pariser Linien = 0,0273 Meter

## Flächenmaß
Statt Quadrat-Calow wurde in der Vergangenheit das Flächenmaß immer als Geviert-Calow bezeichnet.
- 1 Quadrat-Calow = 144 Quadrat-Linien = 576 Quadratmillimeter